# Nelly de Rooij
Petronella Johanna Nelly de Rooij (Weesp, 30 de julio de 1883-Arnhem, 10 de junio de 1964) fue una zoóloga y herpetóloga neerlandesa.

## Biografía

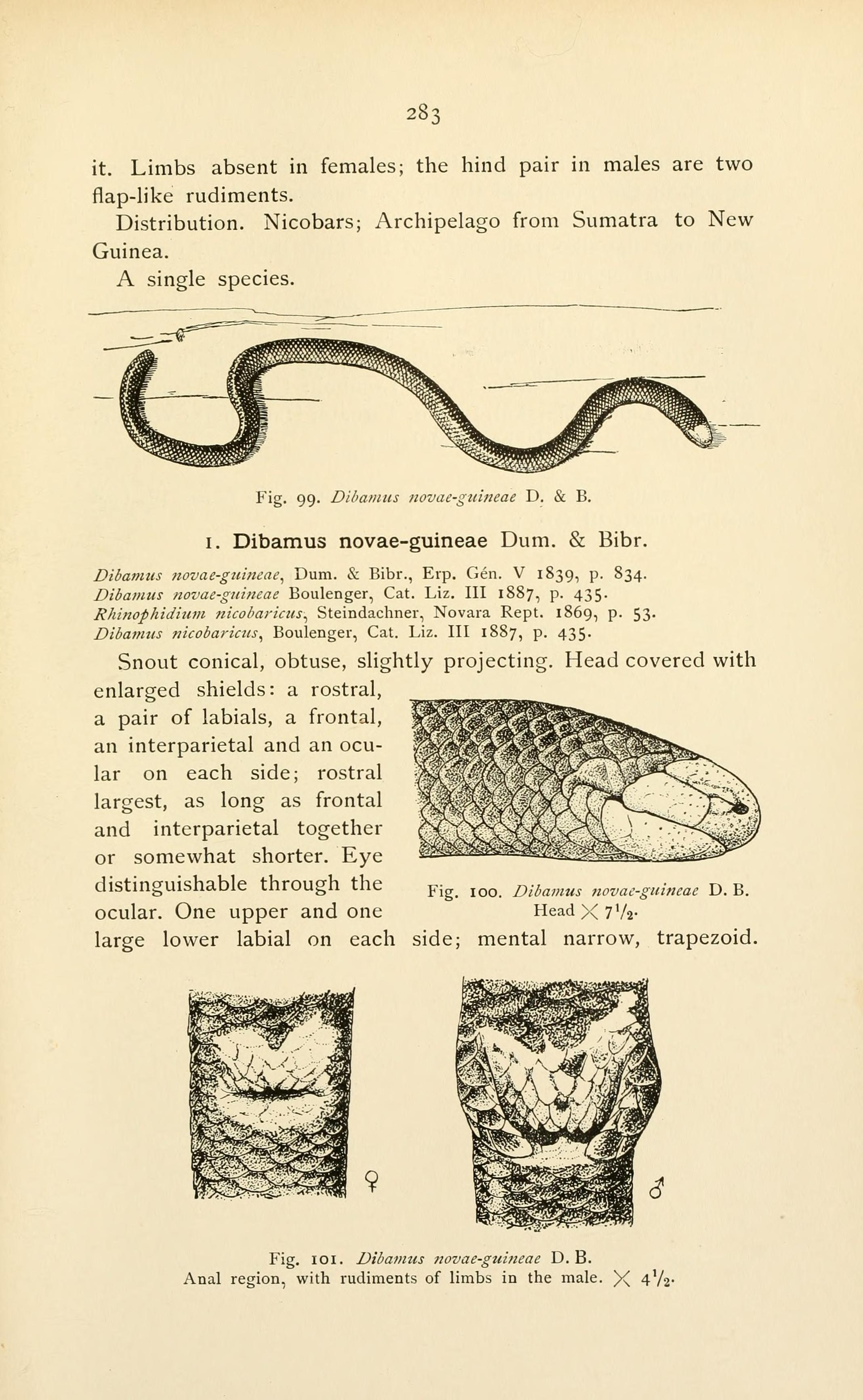
Página del libro The Reptiles of the Indo-Australian Archipelago.

Nació en Weesp, la segunda hija de Cornelis de Rooij y Christina Elzevier Stokmans. Estudió en la Universidad de Ámsterdam, pero la discriminación de género que existía en aquella época le impidió continuar con su formación académica en Países Bajos, así que obtuvo su doctorado en la Universidad de Zúrich. Posteriormente trabajó como conversadora de reptiles y anfibios en el museo de zoología de la Universidad de Ámsterdam.
Su corta carrera científica terminó en 1922, cuando se vio obligada a renunciar debido a unas reformas administrativas al interior de la universidad. Sin embargo, entre 1915 y 1917 publicó los dos volúmenes de una obra titulada The Reptiles of the Indo-Australian Archipelago, donde describió numerosas especies de reptiles y serpientes. Algunos de los especímenes que examinó les fueron enviados por mujeres que vivían en las Indias Orientales Neerlandesas.
Falleció en Arnhem en 1964.

## Legado
De Rooij tiene dos especies de reptiles que llevan su nombre: Oligodon petronellae, descrita por Jean Roux en 1917, y Sphenomorphus derooyae, llamada originalmente Lygosoma derooyae por Jan Komelis de Jong en 1927.

## Taxones descritos por de Rooij
- Calamaria ceramensis, 1913
- Calamaria lautensis, 1917
- Cyrtodactylus malayanus, 1915
- Cyrtodactylus sermowaiensis, 1915
- Draco taeniopterus, 1915[6]
- Eugongylus unilineatus, 1915
- Sphenomorphus longicaudatus, 1915
- Sphenomorphus nigriventris, 1915
- Stegonotus florensis, 1917
- Tribolonotus gracilis, 1909